# European Fact-checking Standards Network
El European Fact‑Checking Standards Network (EFCSN) es una asociación paneuropea de organizaciones dedicadas a la verificación de datos (fact‑checking). Fundada en 2023, su misión es promover y mantener los más altos estándares de independencia, transparencia y rigor periodístico en la verificación de hechos para combatir la desinformación en beneficio del público.

## Orígenes y misión
La red surge tras un proyecto impulsado por la Comisión Europea que reunió a más de 45 organizaciones de más de 30 países para redactar un Código Europeo de Estándares para Organizaciones Independientes de Verificación de Datos que se hizo público el 15 de septiembre de 2022. Formalmente constituido en 2023, el EFCSN certifica a los miembros que cumplen estos estándares mediante auditorías externas de al menos dos evaluadores independientes.

## Estructura y miembros
Hasta abril de 2025, la red agrupa a 61 organizaciones verificadoras de países del Consejo de Europa, Kosovo, Bielorrusia y Rusia. La red se rige por unos estatutos propios y cuenta con un cuerpo de gobierno encargado de evaluar nuevas solicitudes de adhesión.

## Actividades y proyectos destacados
- Primera conferencia anual (Bruselas, octubre 2024): el evento abordó temas como la protección contra el acoso a verificadores, el uso de inteligencia artificial en el fact‑checking y estrategias de prevención de desinformación prioritaria.[4][5]
- Posición frente al Código de Práctica sobre Desinformación (febrero 2025): expresó su respaldo a la conversión del Código de Práctica en un Código de Conducta bajo la Ley de Servicios Digitales, al tiempo que advirtió sobre la retirada de algunas plataformas que debilita este instrumento regulatorio.[6]
- Críticas a Meta (enero 2025): condenó la decisión de Meta de terminar su programa de verificación en Estados Unidos, y demandó a la UE que no ceda ante presiones que puedan debilitar el combate contra la desinformación digital.[7]
- Proyectos colaborativos: a través de iniciativas como Elections24Check y AI@EUElections, ha trabajado para mitigar la desinformación electoral en Europa mediante bases de datos de fact‑checks y herramientas de detección automatizada; ambos proyectos han contado con financiación de Google News Initiative y Meta – colaboraciones aseguradas bajo marcos reconocidos.

## Relación con instituciones europeas
El EFCSN actúa como interlocutor ante la Comisión Europea y los desarrollos legislativos como la Ley de Servicios Digitales (DSA), reclamando la efectiva aplicación del Código de Conducta e instando a plataformas a cumplir con compromisos de transparencia . La Comisión Europea, a través de programas como EDMO, se vincula con redes como el EFCSN para fortalecer la verificación de datos en toda Europa.